# Bayon
Bayon je starý kamenný chrám na území současné Kambodže, jeden z nejslavnějších chrámů zachovaných z doby khmérské říše. Byl postaven na přelomu 12. a 13. století, v době vlády Džajavarmana VII., jakožto ústřední chrám hlavního města – Angkor Thomu. Je umístěn přesně uprostřed tohoto čtvercového městského komplexu, na místě protnutí severojižní a východozápadní osy. Chrám navazuje na typ pyramidovitých chrámů symbolizujících posvátnou hinduistickou horu Méru, ale odlišuje se od těch předcházejících množstvím věží (původně snad v počtu 49, většina z nich se zachovala dodnes), které jsou ze všech čtyř stran zdobeny obřími tvářemi. Vzhledem k tomu, že Bayon a téměř celý Angkor Thom vznikly v mahájánové éře khmerské říše, obvykle se předpokládá, že tyto tváře zřejmě mají představovat bódhisattvu Avalókitéšvaru. Existují však i jiné hypotézy, mj. že jde o tvář samotného Džajavarmana VII. Ústřední a nejvyšší věž Bayonu má kruhový půdorys, což rovněž představuje inovaci v angkorské architektuře.
Bayon vyniká i množstvím basreliéfů v dolních ochozech, na nichž lze vidět řadu realistických scén z dobového života starých Khmerů; nejznámější z nich je výjev bitvy Khmerů s Čamy, kteří dobyli Angkor krátce před vznikem Angkor Thomu. Další basreliéfy ukazují detaily z každodenního života (kohoutí zápasy, hostiny, kejklíře atd.), v této míře vůbec poprvé a naposledy v angkorské architektuře. Kuriózní jsou i některé vtipné detaily, které autoři do scén zapojili.
V roce 1992 byl Bayon a celý Angkor Thom spolu s dalšími angkorskými památkami zapsán do seznamu Světového dědictví UNESCO.